# Светловка (Курская область)
Светловка — посёлок в Железногорском районе Курской области. Входит в состав Разветьевского сельсовета.

## География
Расположен на северо-западе района, в 14 км к западу от Железногорска на правом берегу ручья — притока реки Осмони. С северо-запада посёлок ограничен балкой Пасечный Лог, с юго-востока — балкой Яловый Лог. Высота над уровнем моря — 202 м. Ближайшие населённые пункты — село Лубошево и посёлок Уютный.

## История
В 1937 году в посёлке было 8 дворов. Во время Великой Отечественной войны, с октября 1941 года по август 1943 года, Светловка находилась в зоне немецкой оккупации. До 2010 года посёлок входил в состав Расторогского сельсовета.

## Население
| 1979 | 2002 | 2010 |
| ---- | ---- | ---- |
| 15   | ↘0   | →0   |